# Мачелло
Мачелло (итал. Macello) — коммуна в Италии, располагается в регионе Пьемонт, в провинции Турин.
Население составляет 1214 человек (2008 г.), плотность населения составляет 87 чел./км². Занимает площадь 14 км². Почтовый индекс — 10060. Телефонный код — 0121.
Покровительницей коммуны почитается святая равноапостольная Мария Магдалена, празднование 22 июля.

## Демография
Динамика населения:

## Администрация коммуны
- Официальный сайт: